# 德庆府
德庆府，南宋时设置的府。
南宋绍兴元年（1131年），以宋高宗潜邸升康州置，绍兴十四年（1144年），置永庆军节度。属广南东路，治所在瑞溪县（今广东德庆县）。下辖端溪县、泷水县，辖境有今广东省德庆、罗定、郁南、云浮等市县地。元至元十七年（1280年）改为德庆路。明洪武元年（1368年）复为府。洪武九年（1376年）四月，降为州，府治端溪县省入，属肇庆府。